# Malmkrog (2020)
Malmkrog ist ein Spielfilm aus dem Jahr 2020. Regie führte Cristi Puiu nach dem Buch Tri rasgowora von Wladimir Sergejewitsch Solowjow.
Der Film hatte am 21. Februar 2020 als Eröffnungsfilm der neu eingeführten Sektion Encounters der Berlinale Weltpremiere.

## Handlung
In der aristokratischen Familie Nikolais ist eine illustre Gruppe versammelt, die über Krieg, Frieden, Moral, Tod und den Antichrist diskutiert. Aufgeteilt in sechs Kapitel, die jeweils mit den Namen der Protagonisten benannt sind, zeigt der Film eine Reihe von Gesprächen, die alle auf Französisch geführt werden, wie in der russischen Aristokratie zu dieser Zeit üblich.

## Ort der Handlung
Cristi Puiu platziert die Diskussionsrunde, die in der Literaturvorlage das Weihnachtsfest an der französischen Riviera verbringt, in einem verschneiten Adelsschloss, das in den wenigen Außenaufnahmen als Schloss der ungarischen Adelsfamilie Apafi im siebenbürgischen Dorf Malmkrog erkennbar wird.

## Rezeption
Wenke Husmann beschreibt den Film in ihrer Kritik für Die Zeit als „dichtes Kammerspiel“: „Man kann kaum glauben, dass dieses cinematografische Ballett ohne festes Skript entstanden ist. Doch es sei ihm wichtig gewesen, die Darsteller in den Entstehungsprozess mit einzubeziehen, hat Puiu über seine Arbeitsweise gesagt, weil er es sich nicht zutraue – und weil es ihm auch gar nicht zustünde –, aus dem Text eines anderen einen Film zu machen, über den er ganz allein bestimmt.“ Die beiden neuen Leiter der Berlinale hätten angekündigt, Filme zu zeigen, die sich mit grundsätzlichen Fragen des Menschseins befassen. "Die neue Nebenreihe "Encounters" solle dabei ein Ort für Filme sein, die dies mit ungewöhnlichen filmischen Mitteln und unter ungewöhnlichen Produktionsbedingungen versuchten. In Malmkrog sieht man aufs Schönste, was Kino vermag, wenn das glückt."

## Auszeichnungen
Cristi Puiu gewann für Malmkrog den Regiepreis der 2020 neu eingeführten Berlinale-Sektion Encounters. Beim Premiilor Gopo 2022 wurde der Film fünffach ausgezeichnet.